# Lepidosireniformes
Lepidosireniformes är en ordning av lungfiskar. Lepidosireniformes ingår i klassen lobfeniga fiskar. Enligt Catalogue of Life omfattar ordningen Lepidosireniformes 5 arter.
Familjer enligt Catalogue of Life:
- Lepidosirenidae, med en art
- Protopteridae, med fyra arter